# موتور مجید شهلی‌بر
موتور مجید شهلی‌بر یک منطقهٔ مسکونی در ایران است که در دهستان کارواندر واقع شده‌است.